# (1937) Locarno
(1937) Locarno es un asteroide perteneciente al cinturón de asteroides descubierto por Paul Wild desde el observatorio de Berna-Zimmerwald, Suiza, el 19 de diciembre de 1973.

## Designación y nombre
Locarno se designó al principio como 1973 YA.
Más tarde fue nombrado por la ciudad suiza de Locarno.

## Características orbitales
Locarno está situado a una distancia media del Sol de 2,379 ua, pudiendo alejarse hasta 2,749 ua y acercarse hasta 2,009 ua. Tiene una inclinación orbital de 12,46° y una excentricidad de 0,1554. Emplea 1340 días en completar una órbita alrededor del Sol.